# Plessisville
Plessisville è un comune del Canada, situato nella provincia del Québec, nella regione di Centre-du-Québec.

## Monumenti e luoghi d'interesse
Si annovera, fra gli altri, la casa Cormier, storica residenza di stile Secondo Impero realizzata tra il 1885 e il 1886 e classificata come immobile-patrimonio.